# 查克·穆拉佐维奇
查尔斯·穆拉佐维奇（英語：Charles Mrazovich，1924年2月26日—），美国NBA联盟前职业篮球运动员。